# فرینو
فرینو (انگلیسی: Ferrino) شرکت تجهیزات ورزشی ایتالیایی است، که در سال ۱۸۷۰ تأسیس شد.